# ناحیه نگورا
ناحیه نگورا (به لاتین: Ngora District) یک منطقهٔ مسکونی در اوگاندا است که در استان شرقی، اوگاندا واقع شده‌است. ناحیه نگورا ۱۵۷٬۴۰۰ نفر جمعیت دارد و ۱٬۱۰۰ متر بالاتر از سطح دریا واقع شده‌است.